# Esslingen am Neckar
Esslingen am Neckar (do roku 1964 Eßlingen am Neckar) je německé velké okresní město ve spolkové zemi Bádensko-Württembersko. Esslingen, který je zároveň sídlem stejnojmenného zemského okresu, leží na řece Neckar asi 10 km jihovýchodně od centra Stuttgartu. K 31. prosinci 2015 v Esslingenu žilo 91 271 obyvatel.

## Historie
První písemná zmínka o místě zvaném Ezelinga pochází z roku 777, kolem roku 800 to již bylo městečko. Městská práva Esslingen získal v roce 1229. V roce 1803 byl začleněn do württemberského vévodství poté, co ztratil titul svobodného říšského města. V rámci württemberského království se Esslingen stal v roce 1871 součástí německého císařství a následně dalších forem německého státu. Na konci druhé světové války byl obsazen americkými vojsky.

## Partnerská města
- Eger, Maďarsko
- Maladsečna, Bělorusko
- Neath Port Talbot, Wales, Spojené království
- Norrköping, Švédsko
- Piotrków Trybunalski, Polsko
- Sheboygan, Wisconsin, USA
- Schiedam, Nizozemsko
- Udine, Itálie
- Velenje, Slovinsko
- Vienne, Francie